# Макарена Гомес
Макарена Гомес (на испански: Macarena Gómez Traseira) е испанска актриса, номинирана за награда „Гоя“. Участва в множество фентъзи и филми на ужасите. В България е най-известна с ролята си на Лола в сериалът „Новите съседи“.

## Биография
Макарена Гомес е родена на 2 февруари 1978 г. в Кордоба, Испания. Като дете тренира балет. По-късно учи актьорско майсторство в колеж „Роуз Брафорд“ в Лондон, след което се мести да живее в Мадрид.
Омъжена е за филмовият режисьор и музикант Алдо Комас, от когото ражда момченце на име Данте на 3 април 2015 г.

## Кариера
Започва кариерата няколко второстепенни телевизионни роли. Филмовият ѝ дебют е във филмът на ужасите от 2001 г. „Дагон“ (Dagon), в който играе ролята подобна на русалка жрица Уксия Камбаро. След това започва участието си в сериала „Новите съседи“, участва и в комедийния филм на ужасите от 2008 г. „Sexykiller“.
През 2013 г. участва в телевизионна реклама на банка Bankia. През 2018 г. участва във филма „Фотографът от Маутхаузен“ (El fotógrafo de Mauthausen), в който си партнира с актьорите Марио Касас и Ален Ернандес.

## Филмография (сериали)
Гомес участва във филми, късометражни продукции и сериали, между които:
- „Централна болница“ (2002 г.), като Аделе.
- „Отец Кораже“ (2002 г.), като Суси.
- „Живота на Рита“ (2003 г.), като Леонор.
- „На ръба на закона“ (2005 г.), като Хема.
- „Новите съседи“ (2007 г. – ), като Лола. (отсъства през по-голямата част от сезон 5 и се връща за последните два епизода.) Deep Fear / Дълбок страх (2023)